# 재한유엔기념공원
재한유엔기념공원(在韓UN紀念公園, 영어: United Nations Memorial Cemetery in Korea, UNMCK) 또는 줄여서 UN기념공원은 대한민국 부산광역시 남구에 있는 유엔군 묘지이다. 1951년에 만들어졌으며 세계에서 유일한 유엔기념묘지로 한국 전쟁에서 전사한 유엔군 장병 유해가 안장되어 있다.

## 현지 안내문
이 공원은 한국전쟁에 참전한 유엔군 전사자가 안장된 곳으로, 유엔에서 직접 관리했던 세계 유일의 유엔기념묘지이며 성지이다. 미국, 영국, 터키 등의 전사자 2,300명이 잠들어 있으며, 건축가 김중업이 설계한 정문과 추모관이 있다. 정문은 한국의 전통적 조형성을 추상적으로 표현하였고, 추모관은 참전 16국의 의미를 담아 내부를 디자인하였으며, 외형은 다국적‧다종교관을 염두에 두고 설계하였다. 한국전쟁의 역사적 사실을 기억하는 상징물로 의미가 크다.

## 역사

### 임시 전장 묘지와 유해 봉환
한국 전쟁은 1950년 6월 북한군이 대한민국을 공격했을 때 시작되었다. 전투가 진행되며 유엔군은 대전 근처(1950년 7월 9일)와 금천, 신동 등지에 임시 군사 묘지를 세웠으나 조선인민군이 부산으로 진격하면서 유엔군은 이들 임시 군사 묘지를 포기해야만 했다. 부산 교두보 전투가 벌어지며 마산과 밀양, 대구 등지에 임시 묘지가 세워졌고, 부산에는 1950년 7월 11일에 묘지가 세워졌다. 북한과의 싸움이 이어지며 개성과 선천, 원산, 북청, 유담리 및 고토리 등의 마을에 임시 묘지가 세워졌다. 한국 전쟁이 벌어진 뒤 처음 두 달 동안 11개의 사단 규모의 묘지가 세워졌고, 이후 북한 지역에 5개의 유엔군 묘지가 세워졌다.
한국 전쟁이 시작됐을 때, 한반도에서 가장 가까운 미국 육군 영현부대는 일본 요코하마시에 주둔하며 제2차 세계 대전 당시 실종됐던 미국 항공병들의 유해를 찾고 있던 제108영현등록소대(108th Graves Registration Platoon)였다. 제108영현등록소대는 114영현등록중대(114th Graves Registration Company)로 재편됐고 흥남과 평양 등지로 파견돼 임시 묘지를 세웠다. 제2병참중대 영현등록과(2nd Quartermaster Company Graves Registration Section)는 미국 제2보병사단을 지원하며 미군과 유엔군의 유해를 봉환했고, 나중에는 제148영현등록중대로 재편됐으며 1950년 9월 유엔군이 인천 상륙 작전을 펼쳤을 때 제565영현등록중대의 한 소대가 배속됐다. 1951년 4월부터는 제293영현등록중대도 임무를 시작했다. 거친 지형과 궂은 날씨, 불발탄, 부비트랩의 위협 등으로 인해 유해를 봉환하기는 어려웠다.

### 유엔군 묘지의 조성

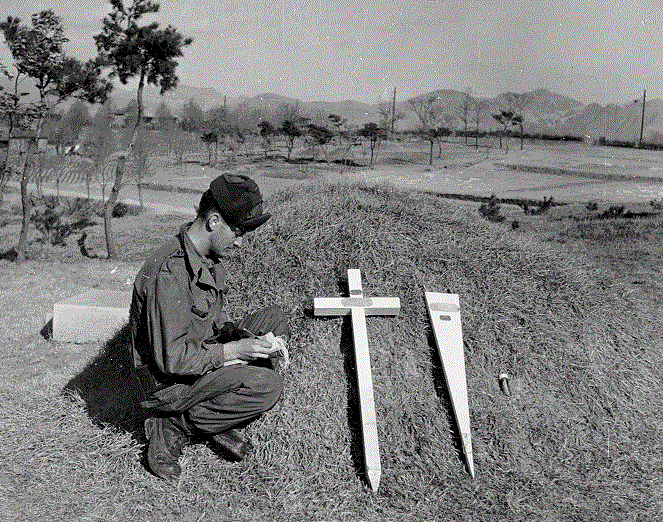
1951년 1월 23일 제114영현등록중대 소속 상등병이 대구시의 유엔군 묘지에서 전사한 미군 병사의 정보를 서류에 적고 있다. 십자가와 무명용사용 삼각형 표식, 전사자와 함께 묻는 서류가 담긴 작은 병이 함께 놓여져 있다.

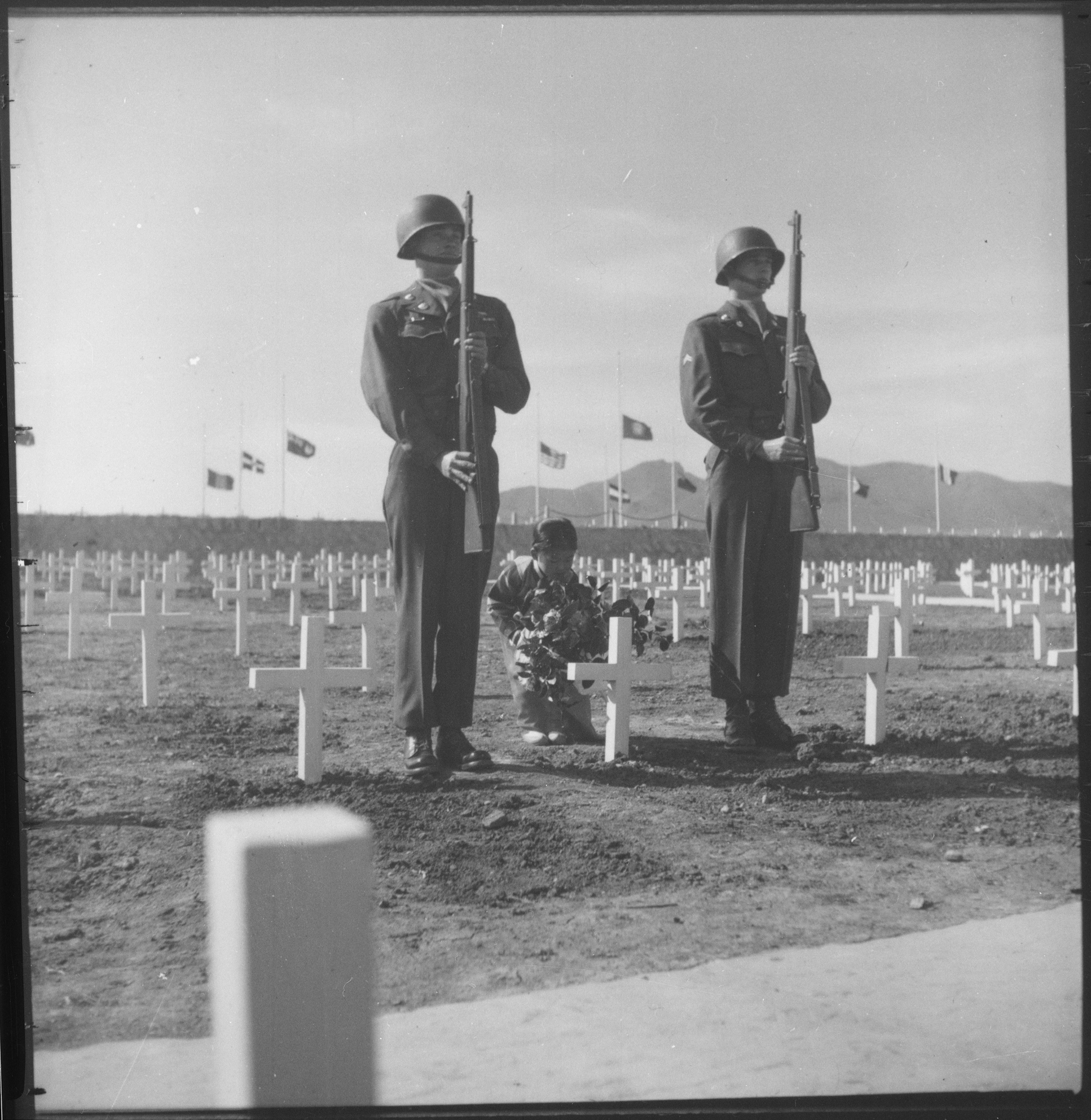
1951년 4월 부산시의 유엔군 묘지에서 한 한국인 소녀가 꽃을 헌화하고 있으며 의장대 군인 두 명이 '받들어 총' 자세를 취하고 있다.

1951년 1월 18일 유엔군은 부산시 남구 대연동 당곡마을에 28.2헥타르를 넘는 크기의 유엔군 묘지(United Nations Military Cemetery)를 인력으로 조성하기 시작했고, 같은 해 4월에 묘지가 완공돼 4월 6일 매슈 리지웨이 대장이 봉헌했다. 영현등록부대는 곧 개성과 인천, 대전, 대구, 밀양, 마산 등지에 가매장돼 있던 미군 유해와 유엔군 유해를 본국으로 송환하거나 매장하기 시작했다.

### 정전 이후
1953년 7월에 한국 군사 정전에 관한 협정이 맺어진 뒤 유엔사령부는 북한 지역에 묻힌 유해를 봉환하고자 했다. 1954년 9월부터 10월까지 유엔군과 조선인민군 사이에서 이루어진 글로리 작전이라고 불린 사상자 교환에 따라 총 4,219구의 유해가 봉환됐으며 그 가운데 1,275구는 미군 이외의 유해였다. 또한 이 교환으로 약 14,000구의 조선인민군 및 중국인민지원군 유해가 봉환됐다. 1950년부터 1954년까지 약 1만 1천구가 유엔군 묘지에 묻혔으며, 미국 육군 영현등록국에서 관리했다.

### 유엔기념묘지로의 재조성과 국제관리위원회로의 이관
1955년 11월 7일 대한민국 국회에서 토지를 유엔에 영구히 기증하고 묘지를 성지로 지정할 것을 유엔에 건의했고, 12월 15일 유엔 총회 결의 제977(X)호가 통과돼 묘지를 유엔 기념 묘지(United Nations Memorial Cemetery)로 공식적으로 조성하고, 묘지를 유엔이 영구적으로 관리하며 토지에 불가침권을 부여하기로 결의했다. 한국 전쟁이 끝난 뒤 유엔 기념 묘지는 유엔의 기금으로 운영됐으나 중화인민공화국 및 소련 측이 이를 거부했다. 1959년 11월 6일 대한민국과 유엔 사이에 "유엔 기념 묘지 설치 및 관리 유지를 위한 대한민국과 유엔간의 협정”을 체결했으며, 1974년에 유엔은 유엔기념묘지의 관리를 유해가 묻힌 11개국으로 이루어진 유엔기념묘지 국제관리위원회(Commission for the United Nations Memorial Cemetery; CUNMCK)로 이관했다.

### 유엔기념공원으로의 변경
재한유엔기념묘지에서 영문명칭은 그대로이지만, 대한민국 국민들에게 친숙한 공간으로 거듭나기 위해 2001년 3월 30일 한국어 명칭을 재한유엔기념공원으로 변경하였다.
2007년 10월 24일에는 대한민국 문화재청에서 근대문화재 제359호로 등록했다. 오늘날에는 관광 명소이기도 하다.

## 일반 기록

### 파병
1950년 6월 25일 한국전쟁이 발발하자, 유엔은 1950년 6월 28일 제2차 유엔 안전보장이사회에서 유엔이라는 이름으로 유엔군을 파병할 것을 결의하였다. 전투병력과 장비 등을 지원한 전투지원 16개국과 병원선, 의료진, 의약품 등을 지원한 의료지원 5개국 물자지원과 물자지원 의사를 표명한 44개국 등을 포함하여 총 63개국이 대한민국을 방어하기 위해 참전하였다.
- 전투지원 (16개국): 미국, 영국, 터키, 캐나다, 오스트레일리아, 프랑스, 네덜란드, 뉴질랜드, 남아프리카공화국, 콜롬비아, 그리스, 타이, 에티오피아, 필리핀, 벨기에, 룩셈부르크.
- 의료지원 (5개국): 노르웨이, 덴마크, 인도, 이탈리아, 스웨덴
- 물자지원 (39개국): 과테말라, 도미니카 공화국, 서독, 라이베리아, 리히텐슈타인, 레바논, 모나코, 멕시코, 버마, 베네수엘라, 베트남, 사우디아라비아, 시리아, 스위스, 아르헨티나, 아이슬란드, 이스라엘, 이란, 이집트, 인도네시아, 일본, 아이티, 에콰도르, 오스트리아, 우루과이, 온두라스, 엘살바도르, 자메이카, 중화민국, 칠레, 쿠바, 캄보디아, 코스타리카, 파나마, 파라과이, 파키스탄, 페루, 헝가리, 교황청
- 물자지원 의사 표명 (3개국): 니카라과, 브라질, 볼리비아 등[26]

### 전사자
1950년 6월 25일년부터 1953년 7월 27일까지 참전 21개국 중 17개국(의료지원국 중 노르웨이 포함)에서 40,896명의 유엔군 전사자가 발생하였다.

## 안장 기록
1951년부터 1954년까지 21개국 유엔군 전사자 약 11,000여명의 유해가 안장되어 있었으나, 벨기에, 콜롬비아, 에티오피아, 그리스, 룩셈부르크, 필리핀, 태국 등 7개국 용사의 유해 전부와 그 외 국가의 일부 유해가 그들의 조국으로 이장되어 , 2012년 현재 유엔군에 파견 중에 전사한 대한민국 국군 중 37명을 포함하여 11개국의 2,300구의 유해가 안장되어 있다.
영국군 889명을 비롯한 영연방 국가 전사자들의 유해가 안치되어 있는 것은 숨진 곳에 묻는 영국 풍습에 따른 것이다.
단, 안장자 모두가 전사자는 아니다. 미군의 경우 한국 전쟁 참전자 본인이 원한 경우 사후 이곳에 안장하였다. 또한 다른 나라도 전쟁이 끝난 직후 병력을 철수한 게 아니라 몇 년 더 대한민국에 머물렀는데 이 머무르는 도중에 사고를 당해 죽은 경우도 이곳에 안장한 경우도 있다.

### 전체 안장자
- 안장자: 2023년 7월 기준[29]
- 참전자와 사망자(전투 중 사망자 + 비전투 중 사망자): 2014년 6월 기준[30]

| 국명              | 참전자 (연인원) | 사망자 | 안장자 |
| ----------------- | --------------- | ------ | ------ |
| 영국              | 56,000          | 1,078  | 886    |
| 튀르키예          | 21,212          | 966    | 462    |
| 캐나다            | 26,791          | 516    | 378    |
| 오스트레일리아    | 17,164          | 340    | 281    |
| 네덜란드          | 5,322           | 120    | 117    |
| 프랑스            | 3,421           | 262    | 44     |
| 미국              | 1,789,000       | 36,516 | 36     |
| 뉴질랜드          | 3,794           | 23     | 34     |
| 남아프리카 공화국 | 826             | 36     | 11     |
| 노르웨이          | 623             | 3      | 1      |
| 콜롬비아          | 5,100           | 213    | -      |
| 그리스            | 4,992           | 192    | -      |
| 태국              | 6,326           | 129    | -      |
| 에티오피아        | 3,518           | 122    | -      |
| 필리핀            | 7,420           | 112    | -      |
| 벨기에            | 3,498           | 99     | -      |
| 룩셈부르크        | 100             | 2      | -      |
| 스웨덴            | 1,124           | -      | -      |
| 덴마크            | 630             | -      | -      |
| 인도              | 627             | -      | -      |
| 이탈리아          | 128             | -      | -      |
| 유엔 총계         | 1,957,616       | 40,732 | -      |
| 비전투요원        | -               | -      | 11     |
| 무명용사          | -               | -      | 4      |
| 대한민국          | -               | -      | 38     |
| 총계              | -               | -      | 2,320  |

### 정전 후 안장자
1953년 7월 한국전쟁 정전 이후 한국전쟁 당시 전사자 이외에는 안장된 참전용사의 미망인과 형제 그리고 주한미군 등에게만 안장이 허용되다가 2015년부터 참전용사들의 사후 안장이 공식적으로 허용되었다.

#### 유엔군 참전용사 사후 안장자
| #  | 이름                                                          | 국적     | 참전기간                | 안장일           | 비고                        |
| -- | ------------------------------------------------------------- | -------- | ----------------------- | ---------------- | --------------------------- |
| 1  | 레몽 조셉 베나르 (Raymond Joseph Benard)                      | 프랑스   | 1950년 11월~1951년 10월 | 2015년 5월 15일  |                             |
| 2  | 로버트 스티드 홀먼 맥카터 (Robert Steed Holman McCotter)      | 영국     |                         | 2015년 11월 11일 |                             |
| 3  | 버나드 제임스 델라헌티 (Bernard James Delahunty)              | 미국     |                         | 2016년 2월 20일  |                             |
| 4  | 니콜라스 프란스 웨셀 (Nicolas Frans Wessels)                  | 네덜란드 |                         | 2016년 5월 12일  |                             |
| 5  | 앙드레 벨라발 (Andre Belaval)                                 | 프랑스   |                         | 2016년 10월 27일 |                             |
| 6  | 요한 테오도르 알데베렐트 (Johan Theodoor Aldewereld)          | 네덜란드 |                         | 2017년 9월 27일  |                             |
| 7  | 윌리엄 스피크먼 (William Speakman)                            | 영국     |                         | 2019년 2월 19일  |                             |
| 8  | 윌렘 코넬리스 드바우즈르 (Wilhelm Cornelis de Buijzer)        | 네덜란드 |                         | 2019년 3월 12일  |                             |
| 9  | 앨버트 휴 맥브라이드 (Albert Hugh Mcbride)                    | 캐나다   |                         | 2019년 6월 12일  |                             |
| 10 | 커트 드레슬러 (Kurt Dressler)                                 | 미국     |                         | 2019년 11월 30일 |                             |
| 11 | 보이드 L. 왓츠 (Boyd L. Watts)                                | 미국     |                         | 2020년 4월 7일   |                             |
| 12 | 러셀 해롤드 존스태드 (Russll Harold Johnstad)                 | 미국     |                         | 2020년 11월 27일 |                             |
| 13 | 황두석 (Hwang Doo-suk)                                        | 대한민국 |                         | 2020년 11월 27일 | 미 제25보병사단 배속 카투사 |
| 14 | 존 로버트 코미어 (John Robert Cormier)                        | 캐나다   |                         | 2022년 6월 21일  | [ 32 ]                      |
| 15 | 마티아스 후베르투스 호겐봄 (Mathias Hubertus Hoogenboom)      | 네덜란드 |                         | 2022년 11월 11일 |                             |
| 16 | 에두어드 율리어스 엥베링크 (Eduard Julius Engberink)          | 네덜란드 |                         | 2022년 11월 11일 |                             |
| 17 | 제임스 레이몬드 그룬디 (James Raymond Grundy)                 | 영국     | 1951년 2월~1953년 6월   | 2022년 11월 11일 |                             |
| 18 | 로베르 피케나르 (Robert Eugene Jean Desire Picquenard)        | 프랑스   |                         | 2022년 11월 12일 |                             |
| 19 | 이영차 (Lee Young-cha)                                        | 대한민국 |                         | 2023년 2월 9일   | 미 제7보병사단 배속 카투사  |
| 20 | 호세 세르히오 로메로 (José Sergio Romero)                     | 콜롬비아 |                         | 2023년 11월 11일 |                             |
| 21 | 호세 구스타보 파스카가사 레온 (José Gustavo Pascagaza León)   | 콜롬비아 |                         | 2023년 11월 11일 |                             |
| 22 | 루이스 카를로스 가르시아 아르실라 (Luis Carlos García Arcila) | 콜롬비아 |                         | 2023년 11월 11일 |                             |
| 23 | 호르헤 산체스 타피아 (Jorge Sánchez Tapia)                    | 콜롬비아 |                         | 2023년 11월 11일 |                             |
| 24 | 브라이언 제임스 로렌슨 (Bryan James Laurenson)                | 영국     |                         | 2023년 11월 11일 |                             |
| 25 | 브라이언 우드 (Brian Wood)                                    | 영국     |                         | 2023년 11월 11일 |                             |
| 26 | 레옹 보스케 (Léon Jules Ghislain Bosquet)                     | 벨기에   |                         | 2023년 11월 15일 |                             |
| 27 | 페르디난드 티탈렙타 (Ferdinand Titalepta)                     | 네덜란드 |                         | 2024년 5월 2일   |                             |
| 28 | 롯 아사나판 (Rod Asanapan)                                    | 태국     |                         | 2024년 11월 11일 |                             |

##### 재한유엔기념공원 이외 유엔군 참전용사 사후 안장자
| # | 이름                   | 국적   | 참전기간               | 안장일          | 안장지                                                          | 비고   |
| - | ---------------------- | ------ | ---------------------- | --------------- | --------------------------------------------------------------- | ------ |
| 1 | 장 르우 (Jean Le Houx) | 프랑스 | 1950년 11월~1952년 1월 | 2017년 11월 2일 | 강원도 철원군 비무장지대(DMZ) 화살머리고지 인근 프랑스군 참전비 | [ 33 ] |

#### 무명용사 안장자
| # | 국적 | 인원 | 유해 발굴지                                                             | 안장일           | 비고   |
| - | ---- | ---- | ----------------------------------------------------------------------- | ---------------- | ------ |
| 1 | 영국 | 3    | 2구: 경기도 파주시 마지리 무명 243고지 1구: 경기도 파주시 마산리 영평산 | 2021년 11월 11일 | [ 34 ] |

#### 형제 합장 안장자
| # | 이름                                           | 국적   | 사유                                                          | 안장일          | 비고                                    |
| - | ---------------------------------------------- | ------ | ------------------------------------------------------------- | --------------- | --------------------------------------- |
| 1 | 아치볼드 로이드 허시 (Archibald Lloyd Hearsey) | 캐나다 | 형 조셉 윌리엄 허시 (Joseph William Hearsey) 이등병 묘에 합장 | 2012년 4월 25일 | 아치볼드 로이드 허시 또한 참전용사 출신 |

#### 부부 합장 안장자
| # | 이름                                     | 국적           | 사유                                                                | 안장일           | 비고 |
| - | ---------------------------------------- | -------------- | ------------------------------------------------------------------- | ---------------- | ---- |
| 1 | 엘렌 헤론 (Ellen Heron)                  | 영국           | 남편 제임스 T. 헤론 (James T. Heron) 상등병 묘에 합장               | 2001년 1월 10일  |      |
| 2 | 메리 도리스 셰퍼드 (Mary Doris Sheppard) | 오스트레일리아 | 남편 존 T. 셰퍼드 (John T. Sheppard) 중사 묘에 합장                 | 2005년10월 19일  |      |
| 3 | 낸시 H. 허머스톤 (Nancy M. Hummerston)   | 오스트레일리아 | 남편 케네스 존 허머스톤 (KeJohn Hummerston) 대위 묘에 합장          | 2010년 4월 14일  |      |
| 4 | 명자 메세나 (Myong Cha Mathena)          | 대한민국       | 남편 레지날드 말콤 메세나 (Reginald Malcolm Mathena) 병장 묘에 합장 | 2011년 6월 24일  |      |
| 5 | 도린 워드 (Doreen Ward)                  | 영국           | 남편 W.J. 워드 (W. J. Ward) 상사 묘에 합장                          | 2013년 11월 11일 |      |
| 6 | 기옥 터커 (Kee Ok Tucker)                | 미국           | 남편 필립 리 터커 (Philip Lee Tucker) 중사 묘에 합장                | 2014년 5월 13일  |      |
| 7 | 손호 홀 (Son Ho Hall)                    | 미국           | 남편 토마스 홀 (Thomas Hall) 하사 묘에 합장                         | 2014년 11월 6일  |      |
| 8 | 한묘숙 (Han Myo-sook)                    | 대한민국       | 남편 리처드 S. 위트컴 (Richards S. Whitcomb) 장군 묘에 합장         | 2017년 1월 4일   |      |
| 9 | 올윈 그린 (Olwyn Green)                  | 오스트레일리아 | 남편 찰스 S. 그린 (Charles S. Green) 중령 묘에 합장                 | 2023년 9월 21일  |      |

#### 참전용사 출신 주한미군 사후 안장자
| # | 이름                                            | 국적 | 참전기간 | 안장일          | 비고   |
| - | ----------------------------------------------- | ---- | -------- | --------------- | ------ |
| 1 | 레지날드 말콤 메세나 (Reginald Malcome Methena) | 미국 |          | 1975년          |        |
| 2 | 리처드 S. 위트컴 (Richard S. Whitcomb)          | 미국 |          | 1982년 7월 20일 | [ 36 ] |

#### 재한유엔기념공원 이외 참전용사 사후 안장자
| # | 이름                   | 국적   | 참전기간               | 안장일          | 안장지                                                          | 비고   |
| - | ---------------------- | ------ | ---------------------- | --------------- | --------------------------------------------------------------- | ------ |
| 1 | 장 르우 (Jean Le Houx) | 프랑스 | 1950년 11월~1952년 1월 | 2017년 11월 2일 | 강원도 철원군 비무장지대(DMZ) 화살머리고지 인근 프랑스군 참전비 | [ 37 ] |

## 위치
부산광역시 남구 유엔평화로 93 (대연동)에 있으며, 평화공원, 유엔조각공원, 부산문화회관, 부산박물관 등과 이웃하고 있다.

## 시설
총 면적은 133,701제곱미터, 기념묘지 면적은 13.37헥타르이며, 대한민국 정부가 1978년에 건립한 12미터 높이의 유엔군 위령탑이 있다.

### 상징구역
참전국 및 유엔기가 게양되어 있고, 안장국의 기념비가 있다. 국가별로 안장자 유해의 전부 또는 일부가 안장되어 있다.

### 주묘역

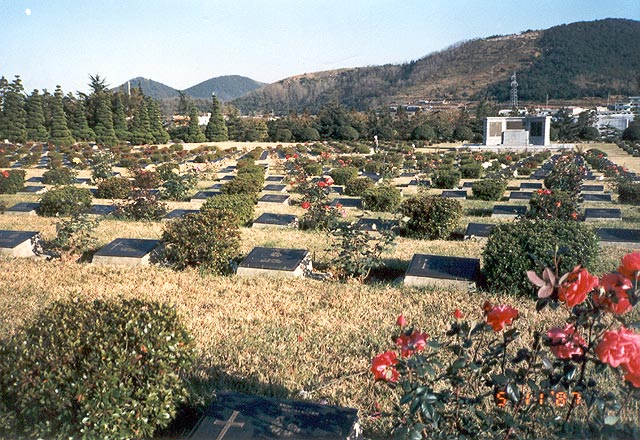
1987년에 촬영한 유엔기념공원

대부분의 유해가 안장되어 있고, 영연방, 오스트레일리아, 캐나다, 프랑스, 영국 등의 위령탑 및 기념비가 있다.

### 유명 인사들의 묘역
묘지에는 2,300여명의 묘가 있다. 그 가운데에는 포로로 사망한 왕립 오스트레일리아 연대 제3대대 이등병 빌 매든과 282고지 전투에서 전사한 아가일 및 서덜랜드 하이랜더스 연대 소령 케네스 뮤어, 설마리 전투에서 전사한 콘월 공작 경보병 연대 중위 필립 커티스, 정주 전투에서 부상당해 안주에서 사망한 왕립 오스트레일리아 연대 제3대대장 중령 찰스 허큘리스 그린, 1951년 라운드업 작전 도중 전사해 연대원들과 함께 묻힌 네덜란드 판 회츠 연대 중령 마리뉘스 덴 아우던, 개전 초기에 지뢰 폭발로 사망한 영국인 저널리스트 크리스토퍼 버클리 등이 있다.

### 녹지지역
참전용사묘역, 유엔군 위령탑, 제2기념관, 무명용사의 길, 유엔군 전몰장병 추모명비 등이 있다.

##### 유엔군 전몰장병 추모명비

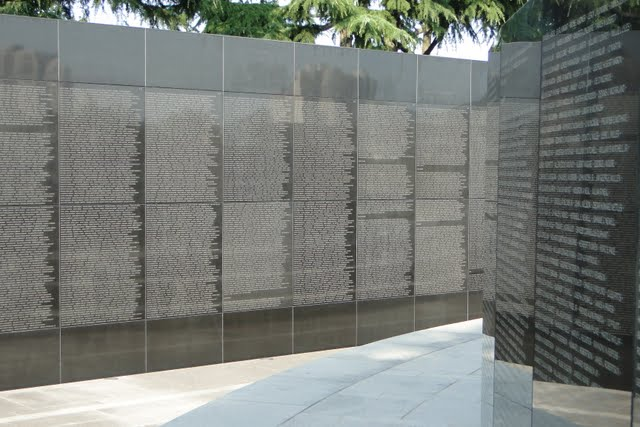
유엔군 전몰장병 추모명비

유엔군 전몰장병 추모명비는 추모공원의 중반부에 해당하며, 전반부에서 묘역을 지나 공원으로 진입하는 주동선에 있고, 기본계획은 임채운, 실시설계는 조민석이 했다. 방문객은 정돈된 잔디를 가로지르는 좁고 긴 진입축을 통하여 숙연한 마음자세를 가다듬으며 접근하도록 되어 있다. 반사 연못까지 올라온 방문객은 원형 마루판으로 돌아서 높은 곳으로 올라서면 주변을 살펴볼 수 있다. 모든 전사자들의 이름이 새겨진 검은 벽은 반사 연못 안에 핀 연꽃과 전사자의 철모를 형상화한 조각이 현재의 푸른 하늘과 전쟁의 참혹함, 그들의 희생정신이 평화를 가져왔음을 상징한다. 반사 연못 안에 있는 기둥 위에 꺼지지 않는 불꽃은 그들의 명예와 희생, 사라지지 않고 영원히 기억될 것임을 상징한다. 제단 뒤에 5미터 높이의 침묵의 벽이 전체 시설물의 배경 역할을 하여 내부 공간이 망자들의 공간임을 강조한다.
2,874제곱미터의 대지에 추모명비 조형물 820.60제곱미터, 보행로 부분 209.56제곱미터, 조경 부분 1,843.86제곱미터로 되어 있다.

### 기념건축물
추모관, 기념관, 정문이 있다. 추모관과 정문은 김중업이 설계했다.

#### 정문
정문은 1966년 11월 30일 만들어졌다. 지붕을 받치는 8개의 기둥의 끝을 순간과 영원을 상징하는 사발형태(주두)로 디자인하여 전몰장병들을 위한 부드럽고 엄숙한 기립을 표현했다. 지붕의 네 모서리 끝 추녀는 머나먼 고향을 향한 그리움을, 지붕아래 네 개의 물받이는 전몰장병의 눈물을, 유리로 마무리된 지붕 천창은 유엔군의 영혼의 빛을 나타낸다.
| “ | 이국 땅에서 평화를 위하여 싸우다 간 여러 나라들의 천사들에게 두 손 모아 경건히 바친 작품이다. (중략) 이 소품은 한것 부푼 선에 부드러움을 불어 넣어, 어린 시절의 아스라한 향수를 기억하면서 잃어버린 고향을 되찾으려는 벅찬 작업의 소산이다. 유엔 관계 건축 가운데서는 가장 아름다운 건축이라는 우 딴 유엔 사무총장의 찬사를 들은 작가로서는 큰 기쁨인 동시에 작가 개인에게도 소중한 작품으로 기억하고 있다. | ” |
|   | — 김중업, 《건축가의 빛과 그림자》, 열화당, 1984년 |   |

#### 추모관
한국 전쟁 유엔군 전몰장병들의 영령을 추모하기 위하여 1964년 8월 21일 유엔이 추모관을 건립했다. 이건물을 지탱하는 여섯 개의 노출된 들보와 추상성, 영원성을 강조하는 기하학적인 삼각 형태그 주요 특징으로 추모관 양쪽 스테인드글라스에는 각각 평화의 사도, 승화, 전쟁의 참상, 사랑과 평화 등의 의미를 가지며, 내부에는 전투지원 참전 16개국을 뜻하는 16의 선이 중앙 정면 바닥에서부터 유엔 상징을 통과하여 하늘로 승화한 뜻으로 천장을 가로지르는 형태에서, 전쟁의 비극이 다시는 일어나지 않기를 바라는 소망과 의지를 담은 추모공간으로 엄숙함을 부각시키고 있다.

#### 기념관
기념관은 1968년 건축되었다. 한국 전쟁 당시 유엔군의 사진 자료 및 기념물이 전시되고 있다.

## 국제관리위원회
1974년부터 대한민국을 포함한 오스트레일리아, 캐나다, 프랑스, 네덜란드, 뉴질랜드, 노르웨이, 남아프리카 공화국, 터키, 영국, 미국 등 전사자가 안장된 11개국으로 구성된 재한유엔기념공원 국제관리위원회가 유엔기념공원의 관리를 맡고 있다.
매년 봄, 가을에 실무대표들로 구성된 실무회의(Sub-Committee Meeting of the Commission for the UNMCK)가 열리며, 10월 24일 유엔의 날을 전후하여 각국의 주한 대사들로 이루어진 정기총회(Regular Meeting of the Commission for the UNMCK)가 열린다. 재한유엔기념공원 국제관리위원회 의장국과 의장은 위원국별 알파벳 순서로 매년 임명되며, 기간은 당해년도 11월 1일부터 익년 10월 31일까지이다.

## 같이 보기
- 글로리 작전
- 유엔 & 유엔의 날
- 유엔사령부 & 유엔 평화유지군
- 전쟁기념관 (대한민국)
- 유엔참전용사 국제추모의 날
- 한국전 참전 용사 기념비(미국 워싱턴D.C.)
- 한국전쟁 기념공원 목록
- 아이언 마이크(영어판)
- 유엔로
- 유엔평화로

## 참고 자료
- 재한유엔기념공원 - 국가유산청 국가유산포털